# Neomeoneurites

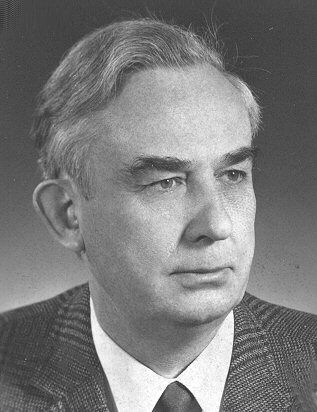
Род Neomeoneurites был впервые выделен и описан Вилли Хеннигом, основателем кладистики.

Neomeoneurites  (лат.) — род двукрылых насекомых из семейства Carnidae. 2 вида. Южная Америка, Аргентина и Чили. Единственный неотропический представитель семейства Carnidae.

## Описание
Мелкие мухи, длина около 2 мм. Глаза овальные. Лоб с одной передней и 3 задними орбитальными щетинками. Глаза округлые. Усики разделены вдоль средней линии широким медиальным килем. Жилки R4+5 и M1 сближаются около вершины; костальный сектор между жилками R2+3 и R4+5 длиннее, чем сектор между R4+5 и M. Стерниты 6 и 7 асимметричные, смещены в левую сторону. Род Neomeoneurites образует общую кладу с вымершим родом Meoneurites, а вместе они являются сестринской группой к кладе из Enigmocarnus и группы современных таксонов Meoneura+Carnus собразуют сестринскую группу к роду Hemeromyia. Род был впервые выделен в 1972 году немецким диптерологом Вилли Хеннигом (W. Hennig; 1913—1976) при описании его типового вида Neomeoneurites chilensis Hennig, 1972. Обнаружены на зонтичных растениях Azorella (Apiaceae).
- Neomeoneurites chilensis Hennig, 1972 — Чили
- Neomeoneurites dissitus Wheeler, 1994 — Аргентина[4]